# Zalman Shazar

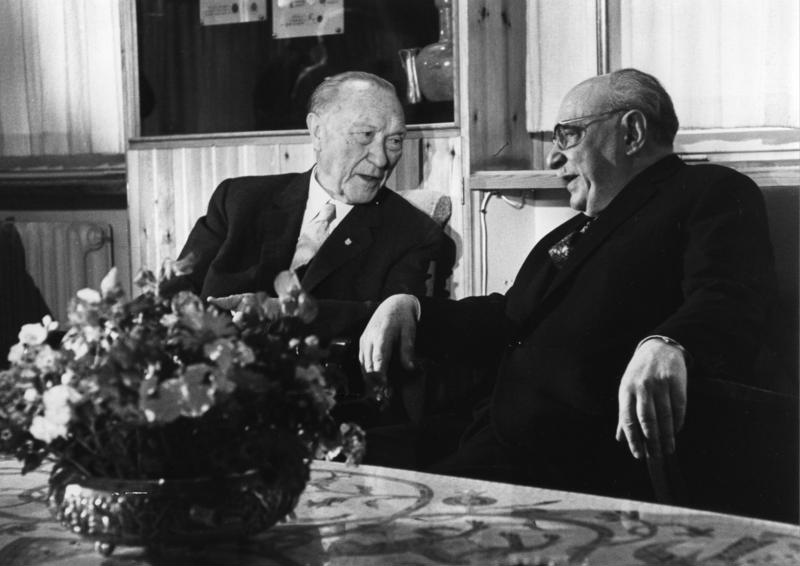
Thủ tướng Tây Đức Konrad Adenauer với Zalman Shazar (1966)

Zalman Shazar (24 tháng 11 năm 1889 – 5 tháng 10 năm 1974) là chính trị gia, nhà thơ và nhà văn người Israel. Shazar giữ chức Tổng thống thứ ba của Israel từ năm 1963 đến năm 1973.